# Ботнічна затока
Бо́тнічна зато́ка (фін. Pohjanlahti, швед. Bottniska viken, англ. Gulf of Bothnia) — затока у північній частині Балтійського моря, розташована між західним узбережжям Фінляндії, східним узбережжям Швеції і Аландськими островами.
Назва походить від назви історичної провінції Швеції Ботнія (швед. Botten, досл. «дно, ґрунт»).

## Географія
Довжина 668 км, найбільша ширина 240 км. Площа 117 000 км². Найбільші глибини — у північній частині 112 м, у південній 290 м.
Вааськими шхерами і мілководдям ділиться на 2 частини: північну — Боттенвік (Ботнічна бухта) і південну — Боттенхав (Ботнічне море), які сполучаються протокою Північний Кваркен. З Балтійським морем з'єднується протокою Південний Кваркен між Аландськими островами і берегом Швеції.
Найпівнічніша точка затоки розташована біля містечка Тере (65°54′07″ пн. ш. 87°04′00″ сх. д. / 65.90194° пн. ш. 87.06667° сх. д., комуна Калікс, лен Норрботтен, Швеція).
Солоність затоки значно падає з півдня на північ. Якщо в південній частині вона відповідає солоності Балтійського моря, то у північній вона настільки низка, що не відрізняється на смак від прісної.

## Геологія
Геологічно Ботнічна затока є давньою депресією тектонічного походження. Депресія частково заповнена осадовими породами, відкладеними в докембрії і палеозої. Сусідні рівнини, що примикають до затоки, є частиною субкембрійського пенеплена. Незважаючи на те, що за останні 2,5 мільйона років затоку неодноразово покривали льодовики, льодовикова ерозія мала обмежений вплив на зміну рельєфу.
Вважається, що гляціоізостазія призведе до поділу Ботнічної затоки на південну затоку і північне озеро через район сучасної протоки Північний Кваркен приблизно через 2000 років.

## Історія
Затока не була відомою стародавнім і середньовічним географам і не була вказана ні на карті 1427 року данського картографа Клавдіуса Клавуса, ні на карті Гартмана Шеделя, надрукованій у 1493 році. Перша карта, на якій було окреслено затоку, хоча й без вказування назви, належить Ніколаусу Германусу з 1482 року.

## Топоніми Ботнічної затоки

### Річки
- Кемійокі (довжина 550 км)
- Дальельвен (довжина 240 км, разом з Естердалельвен — 520 км)
- Турнеельвен (фінською — Торніонйокі, 510 км)
- Умеельвен (467 км)
- Онгерманельвен (460 км)
- Лулеельвен (450 км)
- Каліксельвен (450 км)
- Юснан (430 км)
- Індальсельвен (420 км)
- Шеллефтеельвен (410 км)
- Пітеельвен (400 км)
- Юнган (350 км)
- Ереельвен (225 км)
- Бюскеельвен (210 км)
- Легдеельвен (200 км)
- Обюельвен (150 км)
- Ничепінгсон (150 км)
- Муельвен (135 км)
- Іїйокі

## Клімат
Акваторія затоки лежить в перехідній зоні від морської до континентальної області помірного кліматичного поясу. Увесь рік панують помірні повітряні маси. Переважають західні вітри. Значні сезонні коливання температури повітря. Зволоження надмірне. Цілий рік переважає циклонічна діяльність, погода мінлива, часті шторми. Достатньо тепла зима з нестійкою дощовою погодою, сильними вітрами; літо досить прохолодне з більш лагідною погодою.

## Біологія
Акваторія затоки лежить в екорегіоні Балтійського моря бореальної північноатлантичної морської зоогеографічної провінції. Зоогеографічно донна фауна належить до атлантичної області бореальної зони.
Води Ботнічної затоки є солонуватими, що означає, що тут мешкають як морські, так і прісноводні види риб. У Ботнічній бухті є такі види: окунь звичайний, харіус європейський, щука звичайна, судак звичайний, лящ, лосось атлантичний, пструг струмковий, плітка звичайна, в'язь, сиг європейський, салака та краснопірка звичайна. У нижній течії 13 річок, що впадають в затоку, мешкають лососеві. Шість видів риб Ботнічної затоки занесені до Червоного списку МСОП: вугор європейський, бельдюга європейська, тріска атлантична, Cyclopterus lumpus, минь річковий і рибець звичайний.
Серед морських або прибережних птахів, які мешкають у зоні затоки, 22 види присутні в червоному списку (у тому числі морянка та чечітка гірська). У районі Ботничної затоки значними місцями розмноження птахів є тільки архіпелаг Кваркен і Аландське море. Проте, уздовж узбережжя проходить маршрут міграції птахів.
Ссавці, які знаходяться під загрозою зникнення в Ботничної затоці, включають видру річкову, нерпу кільчасту і фоцену звичайну. Тев'як довгомордий також живе в затоці. 2006 року молодий горбатий кит заплив у Ботнічну затоку.
Рослини-ендеміки — Artemisia campestris ssp. bottnica, Deschampsia bottnica й Euphrasia bottnica. Рідкісні види водоростей — Хара Брауна, Chara horrida і Halopteris scoparia. 
У Фінляндії 1991 року створений національний парк Перямері (фін. Perämeren kansallispuisto, досл. «Національний парк Ботнічної затоки») площею 157 км², 2011 року створений морський Національний парк Ботнічного моря (фін. Selkämeren kansallispuisto) площею 913 км². На шведській стороні затоки знаходяться національні парки Архіпелаг Гапаранда (60 км²) і Скулескуген (30,62 км²). Архіпелаг Кваркен є об'єктом Світової спадщини ЮНЕСКО з 2000 року.

### Міста
- Оулу
- Порі
- Раума
- Вааса
- Лулео
- Умео
- Гернесанд
- Сундсвалль
- Євле
- Якобстад